# Шипка (картечен пистолет)
Вижте пояснителната страница за други значения на Шипка.
Картечен пистолет „Шипка“ е произведен в средата на 90-те години от оръжейния производител „Арсенал“. Той е уникално българско оръжие, разработено за нуждите на силите със специално предназначение, но така и не е приет на въоръжение в българската армия. Поради тази причина той се произвежда изключително за износ. „Шипка“ е надежден и сигурен картечен пистолет, с голяма мощност и малки размери.
„Шипка“ е разработен в три модификации, като между тях няма съществени различия. Ръкохватките са прави, прикладите – сгъваеми, мерните прибори са механични, като мерната линия е 230 мм и могат да водят само автоматичен огън. Моделът „Борд“, който е разработен на базата на „Шипка“, е лесно различим поради ергономичната си ръкохватка, специфичната цев и наличието на превключвател на огъня, който играе ролята и на предпазител. Този картечен пистолет може да води както единичен, така и автоматичен огън и е снабден с друг вид мерни прибори.
Принципът на действие на „Шипка“ се основава на базата на отката на свободния затвор. Долната част на цевната кутия заедно с пистолетната ръкохватка е от полимер, а горната част от стомана. Базовият модел „Шипка“ е предназначен за патрони 9х18 „Макаров“, като има и модификация за патрони 9х19 Para. Модификацията S използва патрони с калибър 9х18, но е с опции за поставяне на заглушител, както и на лазерен прицел.
През 2009 година карабините се оценяват на 300 щатски долара.